# Erik I. (Dänemark)

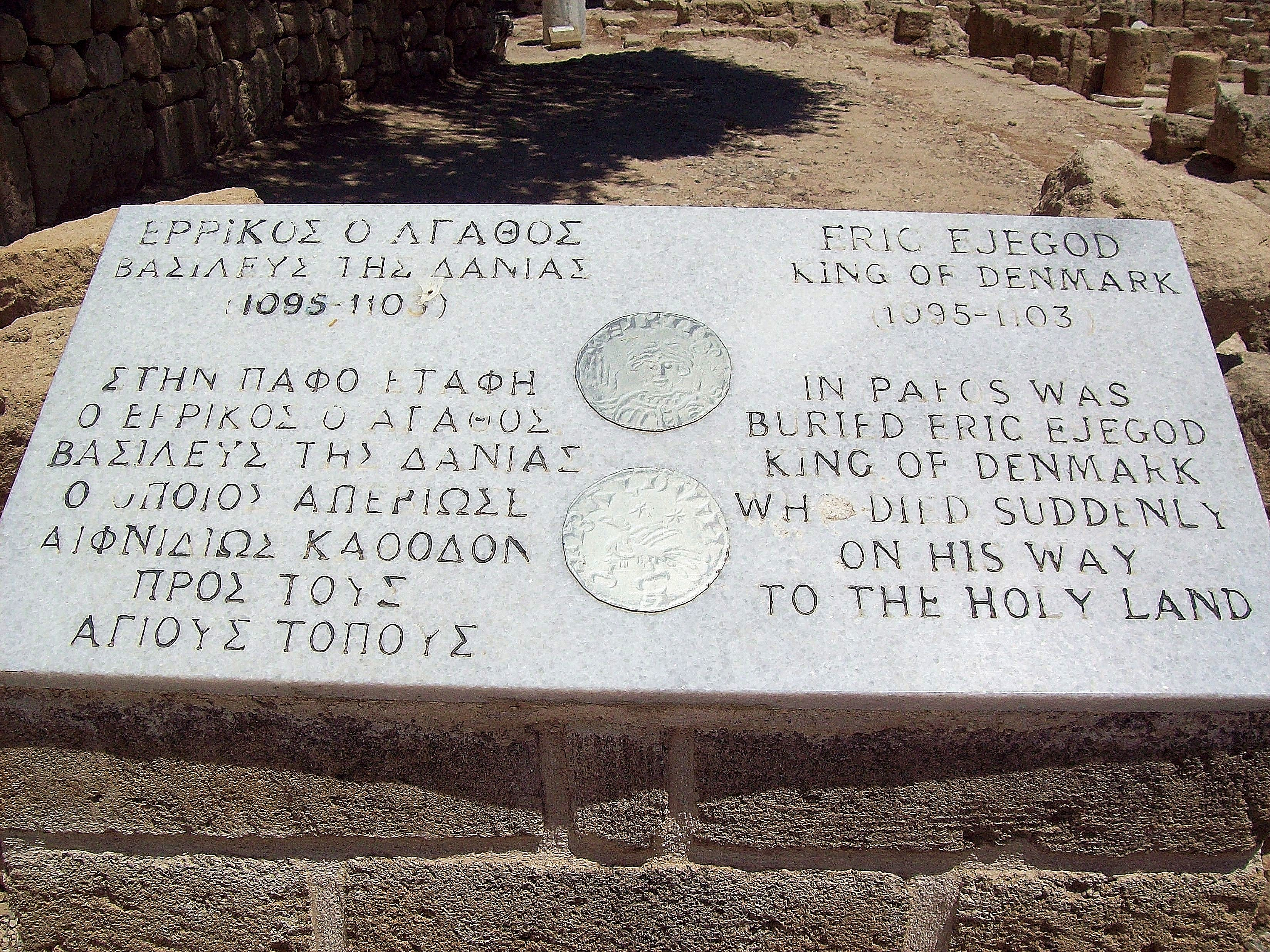
Grab von Erik I. auf Zypern

Erik I. Ejegod (* um 1056 in Slangerup; † 10. Juli 1103 in Paphos auf Zypern) war König von Dänemark (1095–1103) aus dem Haus Estridsson.

## Genealogie
Erik I. – ein illegitimer Sohn des Königs Sven Estridsen – war mit Bodil Thrugotsdatter (1065–1103) verheiratet. Der Ehe entstammte Knud Lavard, ab 1115 Jarl im Gebiet Schleswig und erster Ältermann der Schwurbruderschaft Knudsgilde. Mit anderen Frauen hatte er die weiteren Söhne Harald Kesje, Benedikt und Erik sowie die Tochter Ragnhild. Erik I. war der Großvater von Waldemar dem Großen.

## Leben
1080 wurde Erik I. Jarl von Seeland. Er entging 1086 einem Mordanschlag, dem seine Halbbrüder Knut der Heilige und Benedikt zum Opfer fielen. Während der Herrschaft seines Halbbruders Olaf I. Hunger (1086–1095) lebte er im Exil in Schweden, da er die Rache Olaf I. für seine Unterstützung Knuts fürchtete. 1095 folgte er Olaf I. im Jahr auf den Thron. In seiner Regierungszeit legte er großen Wert auf die Zusammenarbeit mit der Kirche. Er war sehr der englischen Kirche zugewandt. Kurz vor 1100 holte er englische Benediktinermönche aus dem Kloster in Evesham in das Kloster von Odense. Er sorgte auch sicher dafür, dass der englische Kanoniker Hubald aus dem Domkapitel in Lund Bischof in Odense wurde. Er ließ fünf Steinkirchen erbauen. Er betrieb auch die Heiligsprechung seines Halbbruders Knut IV., was ihm 1100 oder 1101 gelang. Das bedeutete eine Stärkung seiner Königsmacht und die seiner Nachfolger. Außerdem wurden damit die Voraussetzungen für seinen kirchenpolitischen Plan, in Dänemark einen Erzbischofsstuhl zu erhalten, geschaffen.
Als der Erzbischof von Hamburg-Bremen auf Grund zweifelhafter Anschuldigungen den Bann über Erik verhängte, reiste dieser nach Rom, um sich zu rechtfertigen, was ihm auch gelang. In seiner Verbitterung über seinen Widersacher in Hamburg reiste er ein zweites Mal nach Rom und bat Papst Paschalis II. um ein eigenes Erzbistum losgelöst von Hamburg. Da Papst Paschalis II. der deutschen Dominanz in Nordeuropa skeptisch gegenüberstand, bewilligte er diesen Wunsch. Der skandinavische Raum wurde mit der Gründung des Erzbistums Lund 1104 unter dem ersten Erzbischof Asser vom Erzbistum Hamburg-Bremen gelöst. Als Gegenleistung verlangte der Papst die Einführung des Zehnten und die Ablieferung des Peterspfennigs direkt an ihn. Urkundlich belegen lässt sich der Zehnt allerdings erst ab 1135.
Im Jahre 1101 nahm Erik im heutigen Kungälv an einem Dreikönigstreffen teil. Dort schlossen König Magnus von Norwegen, König Inge von Schweden und Erik I. einen Friedensvertrag.
Um 1101 brach Erik zusammen mit seiner Frau Bodil zur Pilgerfahrt ins Heilige Land auf. Er war der erste dänische König, der eine solche Pilgerfahrt unternahm, nachdem der Erste Kreuzzug 1099 Jerusalem erobert hatte. Zudem ist er der erste urkundlich gesicherte dänische Jerusalempilger. Er reiste mit großem Gefolge über Russland nach Konstantinopel, wo er vom byzantinischen Kaiser Alexios I. Komnenos empfangen wurde. Dort erkrankte er, setzte seine Reise aber dennoch auf dem Seeweg fort und starb im Juli 1103 in Paphos auf Zypern, wo seine Frau ihn bestatten ließ. Bodil setzte die Reise ohne ihren Mann fort und erreichte Jerusalem, wo sie starb und am Ölberg begraben wurde. Nachfolger von Erik I. wurde sein jüngerer Bruder Niels.

## Nachwirkung
Erik I. ist unter dem Beinamen Ejegod = Immergut bekannt, was wohl darauf zurückgeht, dass sich die Versorgungssituation und die Lebensverhältnisse zu seiner Regierungszeit gegenüber der seines Vorgängers besserten. Auch die Förderung der Kirche trug zu dieser Beurteilung bei. In dem isländischen Skalden-Gedicht Eiriksdrápa von 1104 wird er positiv als Vorbild eines guten Königs dargestellt. Auch Saxo Grammaticus bewertet ihn positiv. Dagegen beurteilt die um 1140 verfasste Roskilde-Chronik Erik eher kritisch und wirft ihm vor, viele ungerechtfertigte und ungerechte Gesetze erlassen zu haben. Aber auch diese Chronik hält ihn für einen guten König.
Im Zuge der romantischen Wiederentdeckung des nationalen Erbes in Dänemark komponierte Friedrich Ludwig Æmilius Kunzen 1798 die Oper Erik Ejegod.